# Chanverrie
Chanverrie község Franciaország Loire mente régiójában, Vendée megyében. Új községként 2019. január 1-jén jött létre La Verrie és Chambretaud község egyesítésével. Az egyesüléskor az új község lélekszáma 5677 fő lett. Lakosainak száma 5580 fő (2022. január 1.).

## Népesség
| Lakosok száma | 5517 | 5489 | 5453 | 5468 | 5506 | 5580 |
|               | 2017 | 2018 | 2019 | 2020 | 2021 | 2022 |